# Plain old telephone service
POTS (ang. plain old telephone service) – najstarsza, podstawowa usługa telefoniczna, umożliwiająca analogowy przekaz głosu przez komutowane łącza telefoniczne, realizowane w paśmie VF, czyli w zakresie 300–3400 Hz. 
Połączenia są zestawiane poprzez wybieranie impulsowe (za pomocą tarczy numerowej, metoda starsza) lub wybieranie tonowe (przy pomocy klawiatury, metoda nowsza) i następnie komutowane w centralach telefonicznych.